# Каланчёвский путепровод
Каланчёвский путепрово́д — комплекс путевых сооружений Алексеевской соединительной линии на Комсомольской площади Москвы, развязывающий в двух уровнях железнодорожные пути и улично-дорожную сеть.
Исторический двухпутный Каланчёвский путепровод был построен в 1910-е годы с включением ранее существовавших конструкций. С точки зрения инженеров-транспортников он представлял собой комплекс из трёх отдельных путепроводов — Домниковского, Орликовского и Южного, — и двух соединяющих путепроводы насыпей с подпорными стенками и откосами («малая аркада» и «большая аркада»), общей длиной 370 м. Палладианское архитектурное оформление разработал А. В. Щусев — это единственная неоклассическая постройка архитектора в Москве. Путепровод проектировался и строился в комплексе с Казанским вокзалом, но, в отличие от вокзала, никогда не признавался памятником архитектуры и не находился под государственной охраной.
В 2010-е годы, сначала в рамках ВСМ Москва — Казань, а затем в рамках программы московских центральных диаметров, прорабатывалась серия проектов перестройки путепровода в четырёхпутный. Принятый к постройке проект предусматривал установку типовых арочных ферм высотой до 21 м с частичным воссозданием на новом месте щусевского архитектурного декора. Строительство началось в июне 2020 года. Новый IV путь был введён в эксплуатацию год спустя, а в августе 2022 года открылось полноценное движение электричек линии МЦД-2 по IV и III путям. В сентябре 2023 года открылось движение электричек на МЦД-4, вместе с этим заработали II и I пути.

## Первый путепровод

### История
Земли на месте современной Комсомольской площади, известные как «Красный луг» и «Каланча», долгое время оставались незастроенными; немногие деревянные дома старой Переяславской слободы сгорели в 1812 году. В 1844—1851 годы в северной части Каланчёвского поля был выстроен вокзал Санкт-Петербургско-Московской железной дороги (ныне Ленинградский), в 1862 году первый Ярославский вокзал. Западную границу складывавшейся Каланчёвской площади задала открытая в 1861 году Алексеевская соединительная линия, проложенная на невысокой насыпи. Из-за уклона площади высота насыпи увеличивалась к югу, поэтому связь площади с Домниковской и Каланчёвской улицами на севере осуществлялась по надземным деревянным пандусам, а с Южным переулком — по проезду под железнодорожными путями; здесь в 1870-е годы прошла линия конки. Все три переезда были неудобны и небезопасны. В 1909 году Министерство путей сообщения постановило поднять трассу Алексеевской линии на путепровод, что позволило бы пропустить потоки пешеходов и экипажей под путями. Временный путепровод с земляной насыпью и деревянными пролётами по проекту Т. С. Сытенко был построен к 1911 году. В том же году А. В. Щусев выиграл организованный Н. К. фон Мекк конкурс на проектирование нового Казанского вокзала, а архитекторы МПС приступили к проектированию постоянного путепровода.

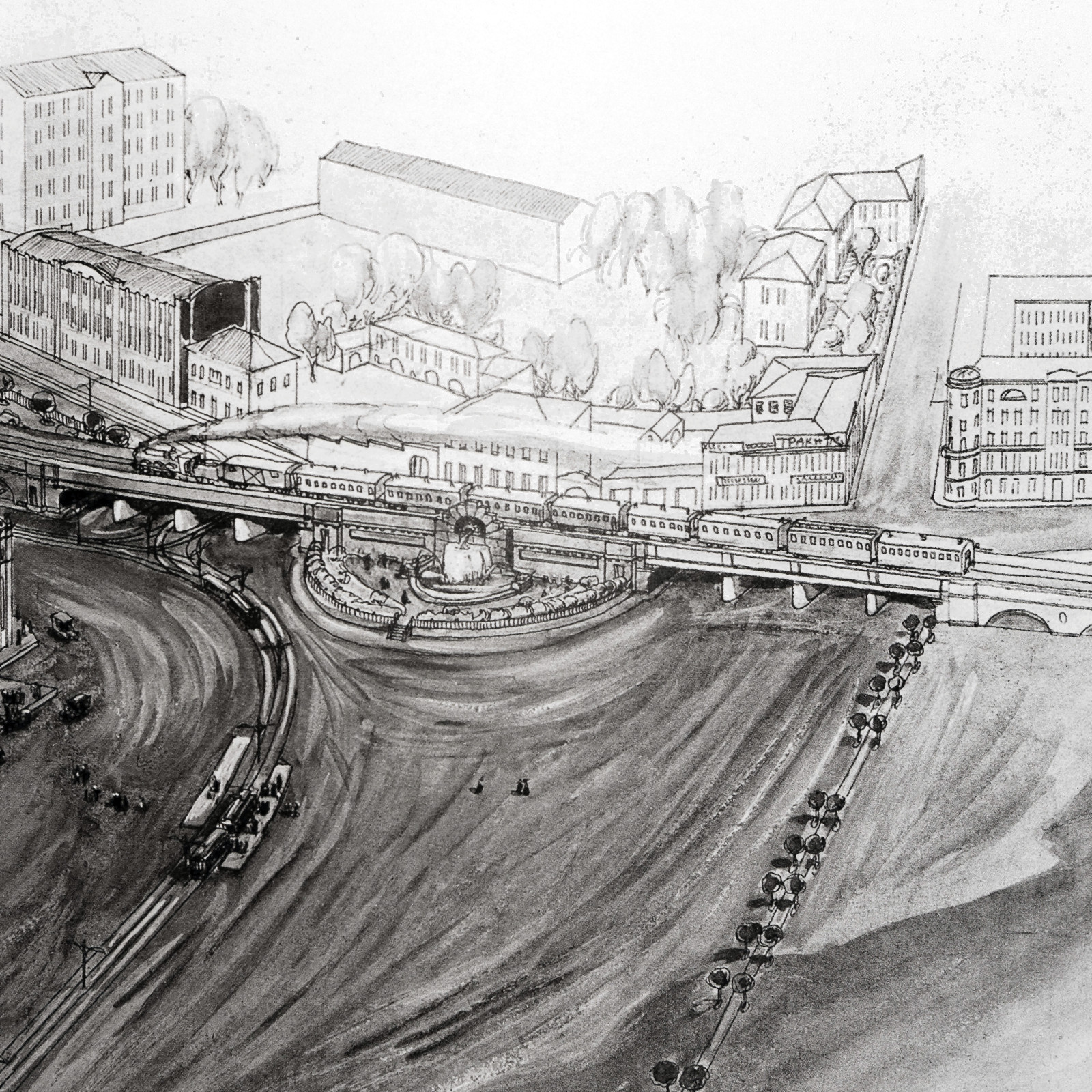
Орликовский и Домниковский путепроводы с круглой площадкой между ними. Вид в сторону центра. Фрагмент одного из промежуточных эскизов Щусева, 1912 или 1913 год

Планировку внутренних помещений вокзала определила форма участка, глаголем опоясывавшего веер путей с севера, со стороны площади, и с запада, со стороны путепровода. В западном корпусе Щусев разместил самые престижные помещения — башню прибытия, ресторан 1 и 2 класса и Царскую башню с императорским залом. Предложенный архитекторами МПС проект путепровода в стиле модерн, повторявший мотивы Тверского путепровода, Щусева не устроил: он полагал, что такое оформление будет диссонировать с неорусской архитектурой вокзала. Особенно возмутили Щусева «антихудожественные», с его слов, «жидкие колонки-подпорки» балок над проездами. Уже в январе 1912 года он предложил первый собственный проект путепровода, сочетавший мотивы зубчатой стены московского Кремля и моста Скалигеров в Вероне. МПС не стало возражать и передало вопрос на рассмотрение Академии художеств, которая согласилась с Щусевым по существу; по рекомендации Академии заказчик путепровода, Московская городская управа, поручил проектирование Щусеву. К этому времени, вероятно под влиянием опыта конкурса на реконструкцию Московского вокзала в Санкт-Петербурге, Щусев отказался от «кремлёвских» зубцов в пользу строгого неоклассицизма.
С самого начала в проектах Щусева повторяется мотив регулярной аркады, визуально усиливавшей ощущение устойчивости и массивности подпорных стенок. Щусев предлагал разместить в теле насыпи складские помещения, по образцу западноевропейских столиц, но по настоянию железнодорожников от этой идеи пришлось отказаться. Путепроводы над проездами вначалале решались как высокие стальные арочные фермы, но в конце 1912 года власти постановили расширить проезды, и применение однопролётных арок стало невозможно. Щусев заменил арочные перекрытия двух проездов на четырёхпролётные балочные; горизонтали балок подчёркивались орнаментальным ограждением по мотивам фриза Казанского собора в Санкт-Петербурге. Между двумя проездами, на продольной оси Каланчёвской площади, Щусев и C. C. Шестаков разместили круглую в плане мощёную площадку с фонтаном и местами для отдыха. Летом 1913 уточнённый проект был одобрен Академией художеств с незначительными, по мнению Щусева, замечаниями. Щусев внёс необходимые изменения, но затем принципиально изменил стилистику путепровода, сменив формы зрелого русского классицизма на монументальное палладианство. Перемена определялась, с одной стороны, изменением стилистики Казанского вокзала — в 1913—1914 годы Щусев отказался от белоснежного неорусского оформления фасада в пользу полихромного нарышкинского барокко. С другой стороны, городская управа взялась поставить на стройку облицовочный финляндский гранит, допускавший разнообразие фактур обработки поверхности. Вероятно, сказалось и влияние адепта палладианства И. В. Жолтовского, и опыт рабочей поездки в Италию летом 1913 года.
Путепроводы были построены в конструкциях в 1913 году, окончательный вариант их архитектурного оформления со стороны площади сложился в конце 1913 — начале 1914 года. По проекту, в облицовке подпорных стенок использовались пять степеней обработки гранитных плит — от «гладко-тёсаных» до «самой сильной грубой тёски». В апреле 1915 года Щусев завершил рабочий проект и приступил к строительству подпорных стенок. Работы, предположительно, вёл постоянный партнёр Щусева — Первая московская строительная артель. Подпорная стенка большой аркады от Южного до Орликовского путепровода была выстроена в 1915 году, малая аркада от Орликовского до Домниковского путепровода в 1916 году. Строительство круглой площадки, фонтана и облицовка обратной (западной) стороны насыпи не состоялись из-за продолжающейся войны; уже построенный проход к фонтану был наглухо заложен.
В начале 1920-х годов Щусев, руководивший разработкой плана «Новая Москва», поддержал идею Л. Н. Бернацкого и В. Н. Образцова о консолидации пассажирского движения Ленинградского, Рижского, Савёловского, Брестского и Курского направлений на новом центральном вокзале, главный объём которого предполагалось выстроить на оси Алексеевского линии к северу от Каланчёвской площади. На эскизах, составленных Щусевым и А. В. Снигарёвым, южная часть путепровода расширялась до четырёх путей, а на площади располагался надземный веер к шестнадцати перроным путям вокзала. Щусев осознавал невозможность реализации этой фантазии в условиях 1920-х годов, и лишь настаивал на завершении начатого путепровода. Его западная стенка так и не была построена, зато между Орликовским и Домниковским переулками, на предназначенном для фонтана месте, появился общественный туалет из тёсаного гранита, а старое пролётное строение Южного путепровода заменили на железобетонное
.
В 1930-е годы, в рамках сталинской реконструкции года, к идее центрального вокзала вернулись вновь; одни архитекторы разрабатывали вариант с глубоким подземным вводом, другие — эстакадный вариант с расширением путепровода до шести путей. Ни одно из этих предложений не дошло даже до стадии проектирования. Центральный вокзал вновь появился в генеральных схемах развития московского транспортного узла 1959 года и 2008 года. Последний вариант предусматривал строительство на месте платформы Каланчёвская и складов при Ленинградском вокзале транзитного вокзала высокоскоростных магистралей и электричек «Аэроэкспресса» до аэропортов Домодедово, Шереметьево и Внуково. Стоимость строительства офисно-транспортного комплекса общей площадью 200—300 тысяч м2 оценивалась в не менее 1 млрд долларов.

### Характеристики

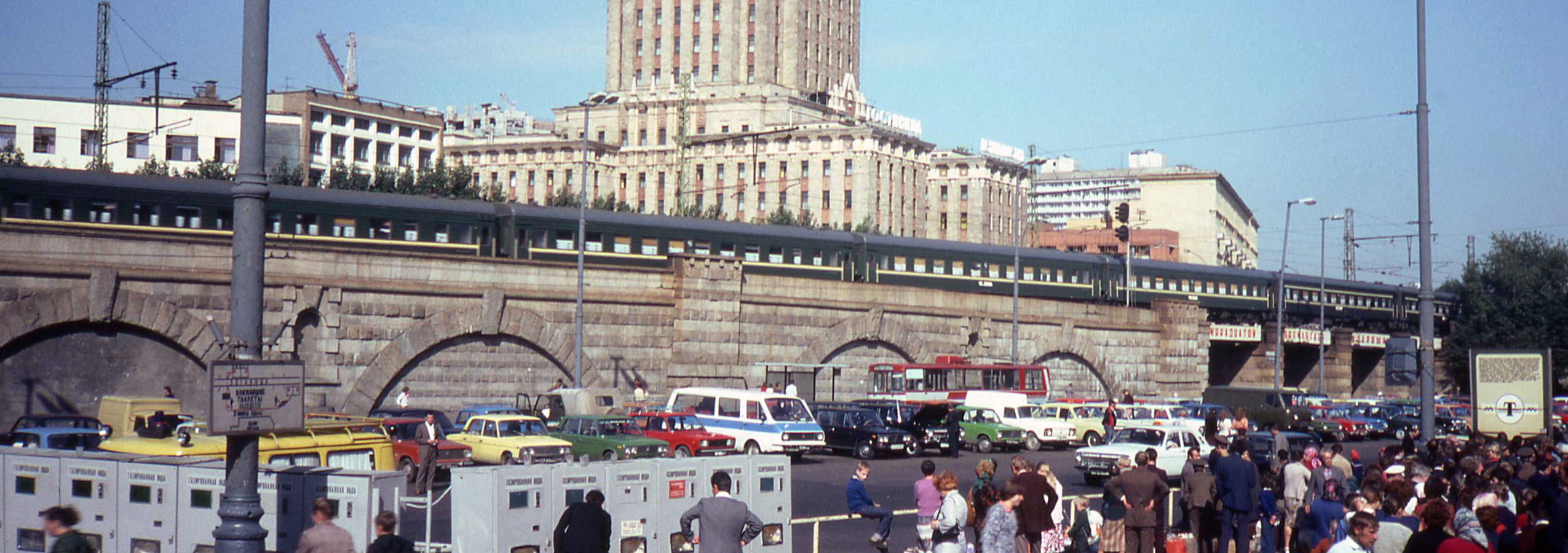
Большая аркада и Орликовский путепровод. Вид от Казанского вокзала. 1982 год

По состоянию на 2018 год, комплекс сооружений на Комсомольской площади включал два «больших» путепровода, Домниковский с севера и Орликовский с юга, каждый длиной 59 м, разделённые насыпью с подпорной стенкой и откосами длиной 46 м (малая аркада). Южнее Домниковского путепровода, вдоль Рязанского проезда, расположены вторая насыпь с подпорной стенкой длиной 160 м (большая аркада), и Южный путепровод (путепровод в створе Южного проезда) длиной 40,5 м. Общая длина сооружений с подходами — 370 м. Электрифицированная двухпутная ветка проходила криволинейно, с радиусом кривых 600—4000 м, и средним уклоном 7,5 тысячных. Скорость движения была ограничена 80 км/ч для пассажирских поездов и 60 км/ч для грузовых поездов.
Домниковский и Орликовский путепроводы были построены в 1913 году. Каждый путепровод — четырёхпролётный по схеме 4×11,6 м. Домниковский располагался на прямом участке пути без уклона в профиле; минимальный подмостовой габарит в пролётах составлял 4,12—4,67 м. Под путепроводом проходила двухпутная трамвайная линия и контактная сеть троллейбуса в сторону Садового кольца и Каланчёвской улицы. Орликовский путепровод располагался в кривой радиусом 620 м и на уклоне 9 тысячных; минимальный подмостовой габарит в пролётах 5,25—5,58 м. Под путепроводом проходила контактная сеть троллейбуса в сторону Русаковской улицы. Несколько южнее «нулевого» (южного) устоя путепровода, под насыпью, в 1930-е годы построили двухпутный перегонный тоннель Сокольнической линии метрополитена; расстояние в свету от свода тоннеля до подошвы устоя составляло 3,29 м. Фундаменты обоих путепроводов покоились на естественном основании, тела опор были выложены из бутового камня с гранитной облицовкой. В 1987 году путепроводы прошли капитальный ремонт с заменой балочных пролётных строений на новые, рассчитанные на нагрузки от электровоза ВЛ23.
Южный путепровод (путепровод в створе Южного проезда), двухпролётный по схеме 2×14 м, был построен при реконструкции Алексеевской ветви в 1890-е годы. В первые десятилетия службы использовались металлические балочные пролёты; в 1924 году их сменили железобетонные конструкции, прослужившие неполный век без капитальных ремонтов. Две боковые и одна центральная опоры выполнены из бутового камня с облицовкой гранитом. В обоих пролётах путепровода располагалась контактная сеть троллейбуса. Ранее здесь проходили и трамвайные пути, опоясывавшие кольцом насыпь между Южным и Орликовским путепроводом. От кольца расходились трамвайные линии к Садовому кольцу, на Мясницкую и Новую Басманную улицы, и к построенному в 1910—1911 годы трамвайному парку на Рязанской улице. Движение трамваев по Садовому кольцу, Мясницкой и Орликовом проезду было закрыто в 1935—1936 годы, по Новой Басманной и Новорязанской в 1950 и 1953 годы; тогда же было демонтировано и кольцо у путепровода.
Крупнейший архитектурный элемент комплекса — насыпь от Орликовского до Южного путепровода со стороны Казанского вокзала — разделялась пилонами на три секции, в которых были устроены семь глухих арок с массивными замковыми камнями, по две в коротких внешних секциях и три в средней секции. Арки чередовались с нишами, обрамлёнными классическими наличниками по мотивам палаццо Тьене. Под каждой нишей стояла цилиндрическая тумба в три яруса. Поверх подпорной стенки Щусев выстроил простой, спокойный парапет, в который вреза́лись замки арок. Карнизная тяга парапета ничем не подкреплялась, а карнизы, венчающие пилоны, были усилены камнями-дентикулами. Иначе была оформлена короткая подпорная стенка между Орликовским и Домниковским мостами: её со стороны площади украшала единственная арка из крупногабаритных рустованных камней, замыслявшаяся Щусевым как сквозной проход, но фактически выстроенная глухой.

## Второй путепровод

### Выбор конфигурации
В 2000-е годы Алексеевская линия на участке от Каланчёвской до Курского вокзала обслуживала сквозные пригородные поезда Курского, Рижского и Белорусского направлений, транзитные поезда дальнего следования, и технические рейсы между Курским вокзалом и депо Москва-Курская, расположенным между Каланчёвской и Ржевской. Линия практически исчерпала пропускную способность и не могла обслуживать дополнительные потоки перспективных транспортных проектов — высокоскоростных магистралей (ВСМ) и московских центральных диаметров (МЦД). Организационных и технологических изменений было недостаточно: требовалось увеличить количество путей до четырёх. Землеотвод под расширение путей был утверждён на федеральном уровне. Щусевские аркады, мешающие строительству дополнительных путей, подлежали разборке. Юридических преград к ней не было: путепровод не имел никакого охранного статуса «благодаря» позиции Правительства Москвы не ставить на охрану инженерные объекты, которые могли бы когда-либо подлежать реконструкции.

Вначале изыскания велись в рамках проекта ВСМ Москва — Казань. К 2013 году сложились четыре основных варианта нового, четырёхпутного путепровода. Три из них предусматривали устройство единой эстакады для всех четырёх путей, что требовало неприемлемо длительного закрытия движения по Алексеевской линии. Единственный вариант, не требовавший закрытия движения, был принципиально одобрен Москомархитектурой 20 февраля 2014 года. В этом варианте два пути (II путь ВСМ и I путь Курского направления МЖД, в позднейшей нумерации II и III пути) следовали бы по новой двухпутной балочной эстакаде, повторяющей трассу старого Каланчёвского путепровода, а два пути (I путь ВСМ и II путь Курского направления, в позднейшей нумерации I и IV пути) выносились на внешние однопутные эстакады. Каждая из трёх эстакад состояла из двух путепроводов, именовавшихся в проектной документации «путепровод через улицу Каланчёвская» (в створе Комсомольской площади, длина эстакад от 163,20 до 167,34 м, пять промежуточных опор) и «путепровод через Южный проезд» (вдоль западного фасада Казанского вокзала, длина эстакад от 141,66 до 148,22 м, четыре промежуточные опоры). Между двумя путепроводами, над технической зоной Сокольнической линии, четыре пути шли по общей насыпи длиной 79,41 м. Подпорные стены насыпи и железобетонные промежуточные опоры эстакад облицовывались гранитом по щусевскому образцу.
В конце 2017 года федеральные власти поддержали предложенный мэром Москвы проект московских центральных диаметров. Летом 2019 года в сети появились рендеры из архитектурно-градостроительного решения (АГР), встревожившие общественность. Предложенное бетонное сооружение, по мнению «Архнадзора», не имело преемственности ни со старым щусевским путепроводом, ни с ансамблем Комсомольской площади. Проектировщики полностью отказались от воссоздания аркады; взамен, техническую зону метрополитена у Казанского вокзала перекрывала массивная, высокая арка по типу железнодорожных мостов МЦК. Таково было категорическое условие метрополитена, отказавшегося согласовывать любые альтернативы арке. Другая арка перекрывала участок старого Южного путепровода. Решение обосновывалось необходимостью высвободить землю для перераспределения наземных потоков транспорта и снятия избыточных нагрузок с коллектора ручья Ольховец. Общественники-градозащитники возмутились, и к их удивлению, впервые в московской истории, городская администрация и проектировщики пригласили их к диалогу. Переговоры начались в августе 2019 года в департаменте культурного наследия Москвы и продолжились в стенах Москомархитектуры и Мосгипротранса. Проектировщики с самого начала соглашались вернуть облицовку опор гранитом, но главные предметы спора — снос щусевских аркад и установка неуместно высоких арок без промежуточных опор — не подлежали изменению. Со временем, проектировщики согласились и на частичное восстановление щусевской облицовки аркад, причём как с восточной, так и с западной стороны нового путепровода.

Согласованный компромиссный вариант АГР, получивший неформальный девиз «Больше Щусева!», огласил 7 февраля 2020 года главный архитектор Москвы С. О. Кузнецов. Новый четырёхпутный путепровод включал три арочных участка из стальных ферменных конструкций общей высотой до 21 м. Крупнейший арочный участок перекрывал техническую зону метрополитена у Казанского вокзала, две меньшие арки — проезды к улице Маши Порываевой и Южному проезду. Железобетонные опоры путепровода, толщиной от 1,5 до 4,5 м, предполагалось облицевать гранитом по щусевскому образцу. Кузнецов утверждал, что «при этом исторический облик моста, который является памятником архитектуры неоклассицизма, сохраняется», и что замена ранее проектировавшейся балки на массивные арки — «возвращение к первоначальным эскизам Щусева». Рабочее проектирование путепровода возглавил новосибирский «Сибжелдорпроект».

### Строительство
По сообщению мэрии Москвы, реконструкция путепровода началась в июне 2020 года, а завершение работ на участке Каланчёвская-Курская планировалось на 2023 год. По плану работ, вначале следовало построить боковую эстакаду IV пути (восточную, ближайшую к Казанскому вокзалу), и организовать на ней реверсивное движение. Затем планировалось строительство центральной эстакады с II и III путями, и лишь потом — боковой эстакады I пути. Плановая пропускная способность участка по завершении реконструкции увеличивалась с 178 до 353 пар поездов в сутки.
Первый этап — строительство эстакады IV пути и ввод в эксплуатацию первой очереди реконструируемой платформы «Каланчёвская» — завершился 29 мая 2021 года. Движение по старому путепроводу прекратилось; поезда пошли по новому IV пути в реверсивном режиме, с увеличением интервала движения МЦД-2 до 18 минут, а строители занялись сборкой элементов центральной двухпутной эстакады. Крупнейшая конструкция, арка перекрытия технической зоны метрополитена длиной 88 м и массой 1200 тонн, была собрана в сентябре 2021. 3 июля 2022 года открылся вход в подэстакадный вестибюль станции «Каланчёвская» со стороны Комсомольской площади. «Архнадзор» обратил внимание, что внешняя отделка входа в вестибюль из чередующихся гладких и грубых гранитных блоков, имитирующая щусевский оригинал, вышла неудачной. Ни цвет камня, ни качество его обработки не соответствовали оригиналу. 4 августа 2022, досрочно, открылось движение МЦД-2 по III пути новой двухпутной эстакады и новая платформа «Площади трёх вокзалов» (так стала называться прежняя Каланчёвская). Интервал движения МЦД-2 уменьшился до 6 минут. Третья строящаяся эстакада I пути (со стороны центра), по сообщению мэрии, находилась тогда в состоянии «укрупнительной сборки пролётных строений». К январю 2023 года все арочные строения третей эстакады были смонтированы. 21 января начался монтаж на арки государственной символики, что, по утверждению мэрии, «воплощает первоначальную идею архитектора Алексея Щусева».